# Ordre de bataille lors du siège de Maubeuge (1914)
Ce qui suit est l'ordre de bataille des forces militaires ayant participé au siège de Maubeuge, qui eut lieu du 28 août 1914 au 8 septembre 1914.

## Forces Françaises
Gouverneur de la place-forte de Maubeuge : général de brigade Joseph Anthelme Fournier secondé par le général de brigade Gabriel Jean-Louis Ville
Maubeuge disposait d’environ 460 canons, 200 mitrailleuses et près de 50 000 hommes soit 10 régiments d’infanterie, représentant 29 bataillons et demi (dont 18 et demi de territoriaux), des unités d’artillerie, de cavalerie, du génie…
Infanterie
- 145e Régiment d’Infanterie dit Régiment de Maubeuge (3 bataillons) - Colonel Strasser
- 345e Régiment d’Infanterie (2 bataillons) - Lieutenant Colonel Bruno
- 31e Régiment d’Infanterie Coloniale (1 000 hommes) - Lieutenant-Colonel François
- 32e Régiment d’Infanterie Coloniale (1 000 hommes)-  Lieutenant-Colonel François
- 2 bataillons de marche
- 1er Régiment d’Infanterie Territorial de Lille
- 2e Régiment d’Infanterie Territorial de Valenciennes
- 3e Régiment d’Infanterie Territorial de Cambrai
- 4e Régiment d’Infanterie Territorial d'Avesnes-sur-Helpe
- 5e Régiment d’Infanterie Territorial d'Arras
- 85e Régiment d’Infanterie Territorial de Vannes

Cavalerie
- 2 escadrons de réserve du 6e régiment de chasseurs à cheval

Génie
7 compagnies du génie
- 1 compagnie du 3e Régiment du Génie
- 6 compagnies de génie territorial

Artillerie
24 batteries d’artillerie à pied + 4 batteries de 75 montées
- - 1er Régiment d’Artillerie à pied (4 batteries)
  - 2e Régiment d’Artillerie à pied (1 batterie)
  - 3e Régiment d’Artillerie à pied (2 batteries)
  - 41e Régiment d’Artillerie à pied (4 batteries)
  - 1er Régiment d’Artillerie Territorial (9 batteries)
  - 3e Régiment d’Artillerie de Campagne (8 batteries)

Divers
- Diverses unités de soutien, de service, de dépôt, de gardes des voies de communication…
- 550 douaniers rassemblés en 2 bataillons

## Forces de l'Empire allemand
Les forces allemandes étaient commandées par le général Hans von Zwehl qui disposait de près de 60 000 hommes, soit 27 bataillons, 6 escadrons, 15 batteries de campagne, 21 batteries d'artillerie lourde comportant des pièces de 305 et de 420.
- VIIe corps de réserve -  général Hans von Zwehl
  - 13e Infanterie Division de réserve
    - 25e Infanterie Brigade de réserve
      - 13e Infanterie Régiment de réserve
      - 56e Infanterie Régiment de réserve

    - 26e Infanterie Brigade de réserve
      - 39e Infanterie Régiment de réserve (15e Westphalien)
      - 57e Infanterie Régiment de réserve (55e Westphalien)
      - 7e Jaegers de réserve (bataillon de chasseurs à pied de réserve)

  - 14e Infanterie Division de réserve
    - 27e Infanterie Brigade de réserve
      - 16e Infanterie Régiment de réserve
      - 53e Infanterie Régiment de réserve

    - 28e Infanterie Brigade de réserve
      - 39e Régiment de Fusiliers de réserve
      - 159e Infanterie Régiment de réserve

- Détaché du VIIe corps d’active de von Bülow
  - 26e brigade d'infanterie (de)
    - 15e régiment d'infanterie (de)
    - 55e régiment d'infanterie
    - 7e bataillon de chasseurs à pied (de)

Artillerie divisionnaire
- 15  batteries de campagne

Artillerie et formations de siège
- 2 bataillons de pionniers munis de Minenwerfers lourds
- 21 batteries d'artillerie lourde 
  - 1 batterie de 420
  - 4 batteries de 305
  - 8 batteries de mortiers de 210
  - 2 batteries d'obusiers lourds de 150
  - 6 batteries de canons longs à longue portée
    - 2 batteries de 13 centimètres
    - 4 batteries de 10 centimètres